# Gillian Jacobs

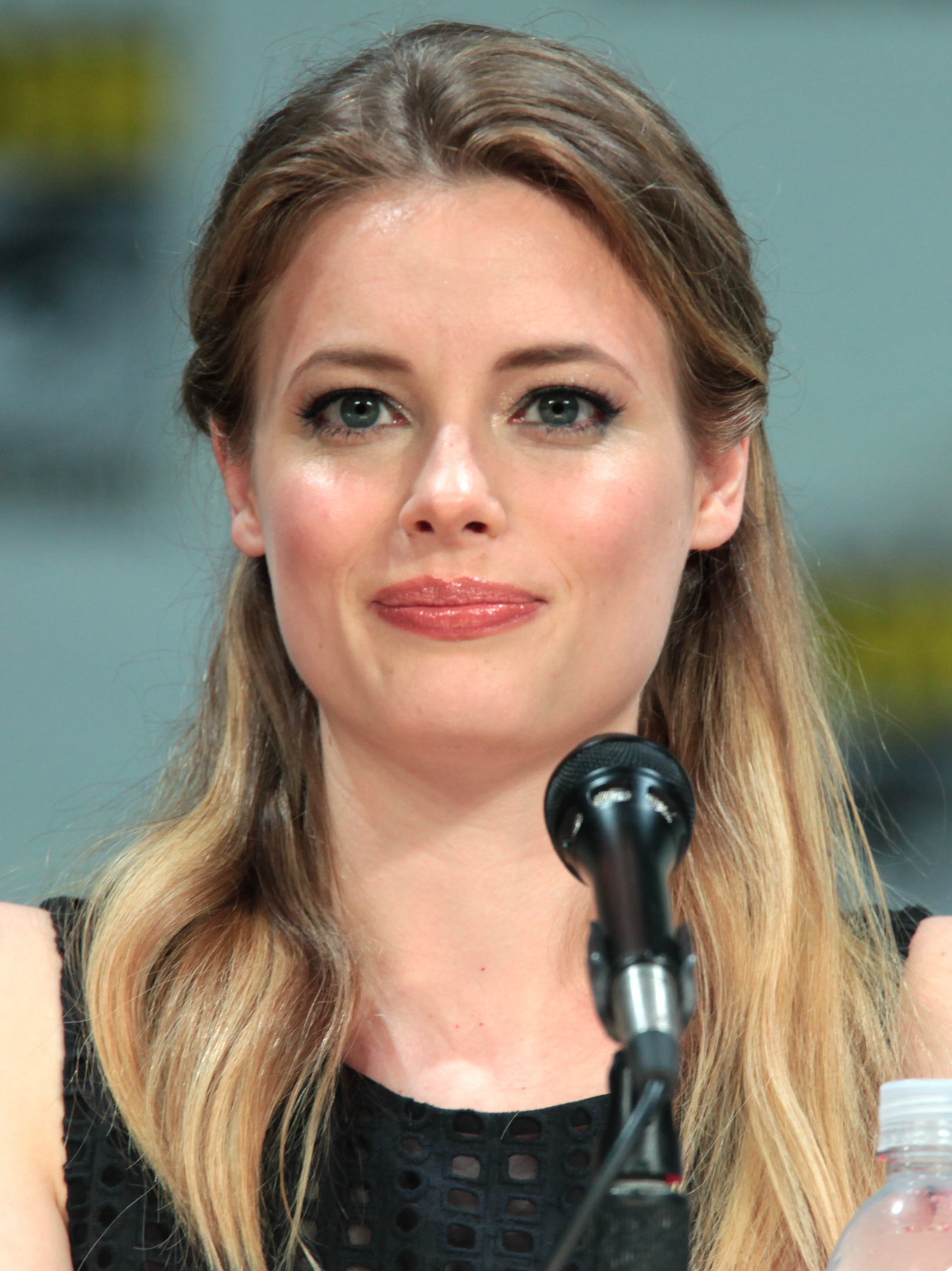
Gillian Jacobs (2014)

Gillian McLaren Jacobs (* 19. Oktober 1982 in Pittsburgh, Pennsylvania) ist eine US-amerikanische Schauspielerin und Regisseurin.

## Leben und Karriere
Gillian Jacobs wuchs in Mt. Lebanon, einem Pittsburgher Vorort, auf. Sie studierte Schauspiel an der Juilliard School in New York City.
Jacobs begann ihre Karriere mit zahlreichen Gast- und Nebenrollen in Fernsehserien und Filmen, etwa in Fringe – Grenzfälle des FBI, Criminal Intent – Verbrechen im Visier, Royal Pains oder Good Wife, und war in mehreren Theaterproduktionen zu sehen. In Damian Harris’ Melodram Gardens of the Night (2008) übernahm sie ihre erste Filmhauptrolle.
Jacobs spielte von 2009 bis zum Ende der Serie im Jahr 2015 eine der Hauptrollen in Dan Harmons Sitcom Community. Daneben war sie weiterhin in diversen Filmen zu sehen, etwa dem Science-Fiction-Thriller The Box – Du bist das Experiment (2009), dem Filmdrama Solitary Man (2009) oder der Filmkomödie Mädelsabend – Nüchtern zu schüchtern! (2014). Von 2016 bis 2018 spielte sie neben Paul Rust die Hauptrolle in der Netflix-Serie Love. Auf Netflix erschien 2018 auch die romantische Komödie Ibiza, in der sie abermals die Hauptrolle übernahm.
Mit dem Dokumentar-Kurzfilm Signals – The Queen of Code über die Informatikerin und Computerpionierin Grace Hopper gab Jacobs 2015 ihr Regiedebüt. 2018 folgte ihr Horror-Kurzfilm Curated.

## Persönliches Leben
Jacobs ist abstinent. Sie sagte, sie habe in jungen Jahren die Wahl getroffen, niemals ein alkoholisches Getränk zu sich zu nehmen oder Drogen zu nehmen.

## Filmografie (Auswahl)
- 2005: Building Girl
- 2006: The Book of Daniel (Fernsehserie, 3 Folgen)
- 2007: Up All Night (Fernsehfilm)
- 2007: Blackbird
- 2007: Traveler (Fernsehserie, Folge 1x01)
- 2008: Choke – Der Simulant (Choke)
- 2008: Gardens of the Night
- 2008: Fringe – Grenzfälle des FBI (Fringe, Fernsehserie, Folge 1x08)
- 2009: Criminal Intent – Verbrechen im Visier (Law & Order: Criminal Intent, Fernsehserie, Folge 8x02)
- 2009: Royal Pains (Fernsehserie, Folge 1x02)
- 2009: The Box – Du bist das Experiment (The Box)
- 2009: Good Wife (The Good Wife, Fernsehserie, Folge 1x01)
- 2009: Solitary Man
- 2009–2015: Community (Fernsehserie, 110 Folgen)
- 2010: Coach
- 2010: Helena from the Wedding
- 2010: NoNAMES
- 2010: Aqua Teen Hunger Force (Fernsehserie, Folge 7x11)
- 2011: Let Go
- 2011: Save Greendale (Kurzfilm)
- 2011: Don Cheadle Is Captain Planet (Kurzfilm)
- 2012: Revenge for Jolly!
- 2012: Sin Bin
- 2012: Auf der Suche nach einem Freund fürs Ende der Welt (Seeking a Friend for the End of the World)
- 2012: Watching TV with the Red Chinese
- 2012: The Book Club (Fernsehserie, 2 Folgen)
- 2012: Robot Chicken (Fernsehserie, Folge 6x03, Stimme)
- 2012: Comedy Bang! Bang! (Fernsehserie, Folge 1x01)
- 2012: Made in Cleveland
- 2013: Bad Milo!
- 2013: Der unglaubliche Burt Wonderstone (The Incredible Burt Wonderstone)
- 2014: Mädelsabend – Nüchtern zu schüchtern! (Walk of Shame)
- 2014: Black or White
- 2015: Girls (Fernsehserie, 5 Folgen)
- 2015: Hot Tub Time Machine 2
- 2016: Bühne des Lebens (Don’t Think Twice)
- 2016–2018: Love (Fernsehserie, 34 Folgen)
- 2017: Lemon
- 2018: How to Party with Mom (Life of the Party)
- 2018: Ibiza
- 2020: Magic Camp
- 2020: Come Play
- 2020: North Hollywood
- 2021: Mark, Mary & Some Other People
- 2021: Cinema Toast (Fernsehserie, Folge 1x07, Stimme)
- 2021: Fear Street – Teil 1: 1994 (Fear Street Part One: 1994)
- 2021: Fear Street – Teil 2: 1978 (Fear Street Part Two: 1978)
- 2021: Fear Street – Teil 3: 1666 (Fear Street Part Three: 1666)
- seit 2021: Invincible (Fernsehserie, Stimme)
- 2022: The Contractor
- 2022: Nachts im Museum: Kahmunrah kehrt zurück (Night at the Museum: Kahmunrah Rises Again, Stimme)
- 2022: The Seven Faces of Jane
- 2022: Winning Time: The Rise of the Lakers Dynasty (Fernsehserie, 3 Folgen)
- 2022: Minx (Fernsehserie, 2 Folgen)
- 2023: Transatlantic (Fernsehserie, 7 Folgen)
- 2023: The Bear: King of the Kitchen (The Bear, Fernsehserie, 2 Folgen)